# Telmaturgus indoensianus
Telmaturgus indoensianus är en tvåvingeart som beskrevs av Jennifer L. Hollis 1964. Telmaturgus indoensianus ingår i släktet Telmaturgus och familjen styltflugor. Inga underarter finns listade i Catalogue of Life.